# Xylopia phloiodora
Xylopia phloiodora är en kirimojaväxtart som beskrevs av Gottfried Wilhelm Johannes Mildbraed. Xylopia phloiodora ingår i släktet Xylopia och familjen kirimojaväxter. Inga underarter finns listade i Catalogue of Life.